# Protambulyx eurycles
Espèce
 Protambulyx eurycles est une espèce d'insectes lépidoptères (papillons) de la famille des Sphingidae, sous-famille des Smerinthinae, tribu des Ambulycini et du genre Protambulyx.

## Description
L'imago est semblable à Protambulyx euryale mais la bande marginale de l'aile antérieure est beaucoup plus large et le bord proximal est crénelé. Les femelles sont moins fortement marquées que les mâles.

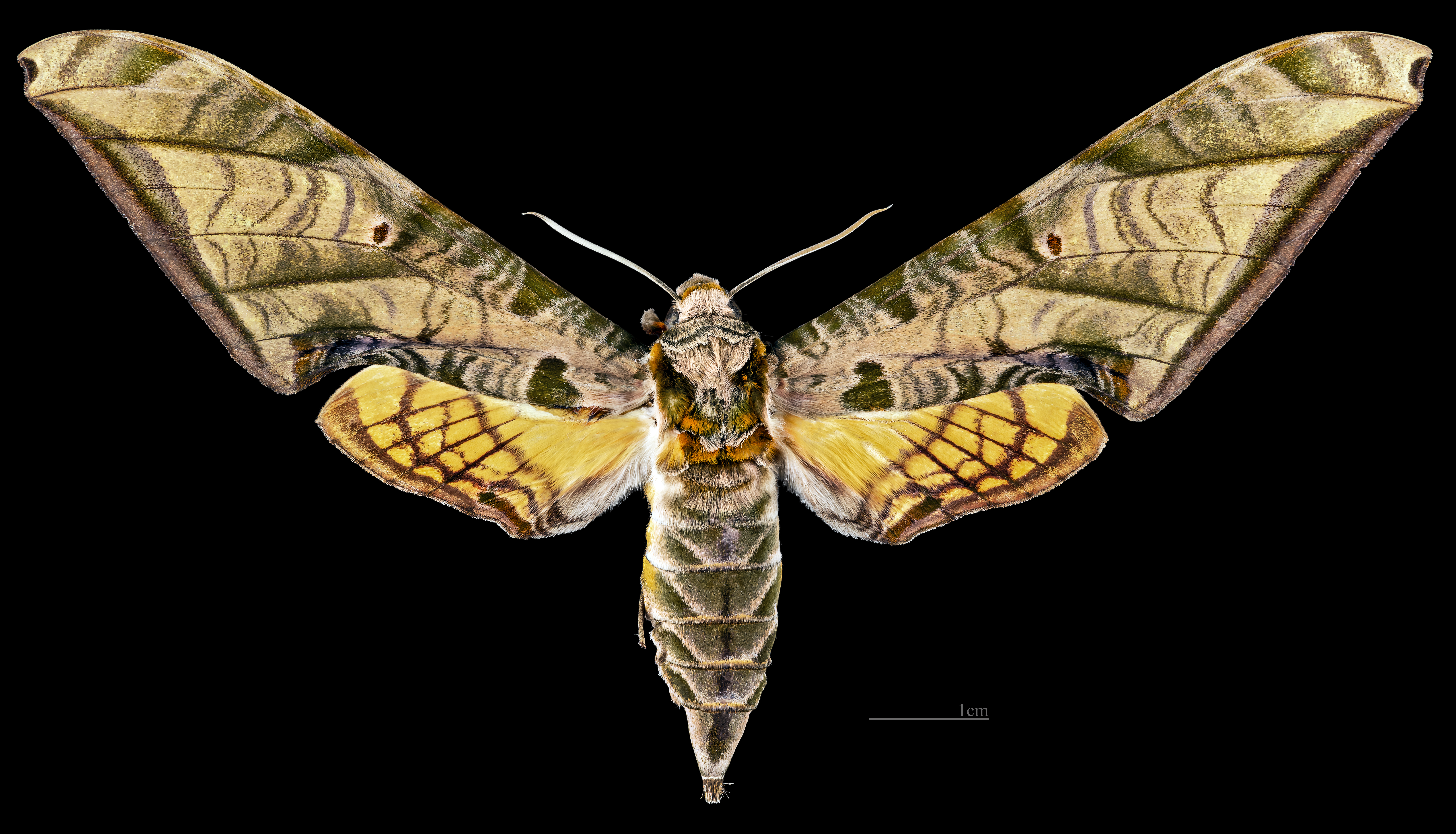
Protambulyx eurycles ♀ (coll.MHNT)
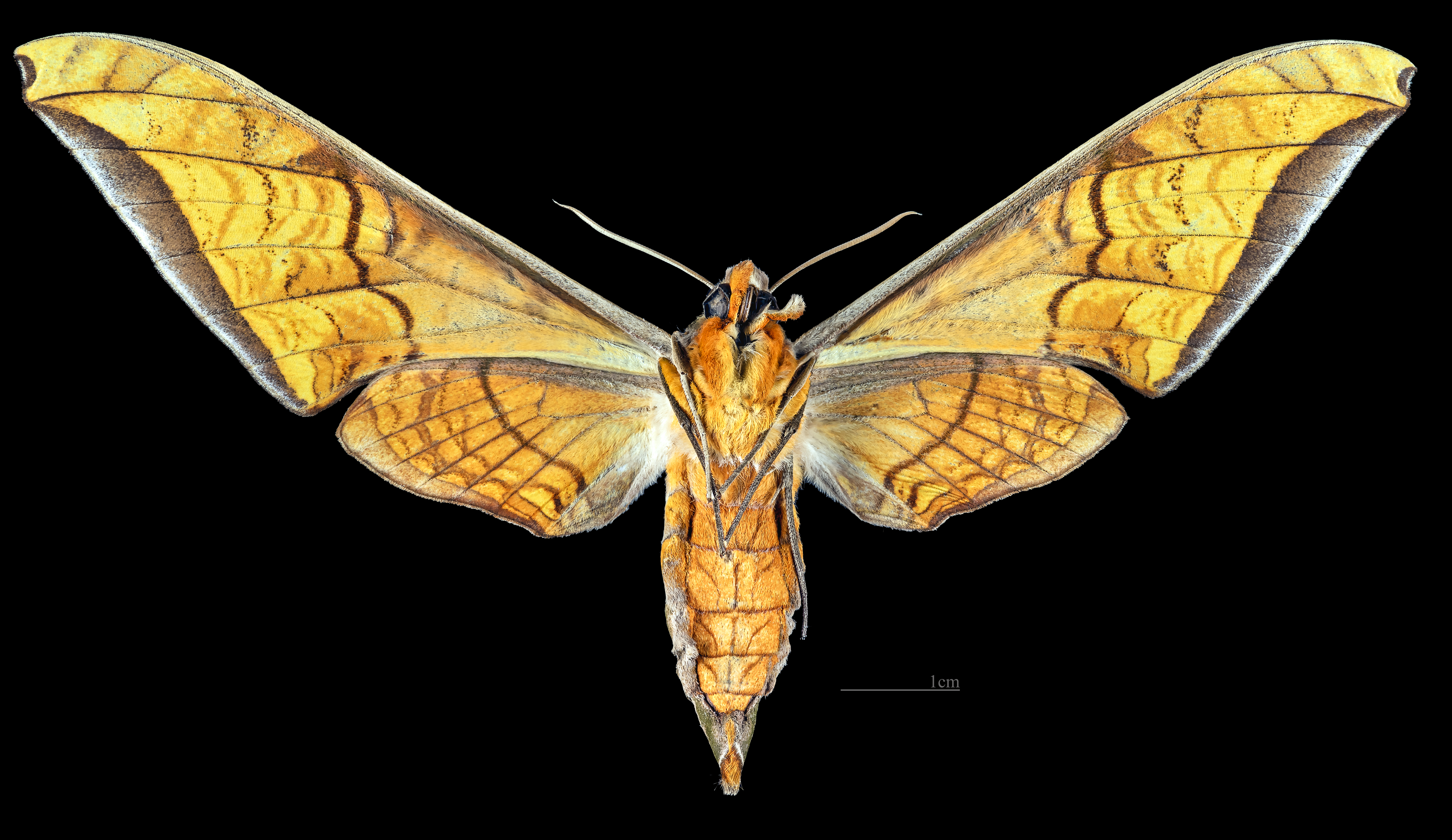
Protambulyx eurycles ♀ △ (coll.MHNT)

## Distribution
Il se trouve au Suriname, Guyana, Guyane, Colombie, Équateur, Pérou, Bolivie, Brésil, Costa Rica, Nicaragua et au Mexique.

## Systématique
- L'espèce Protambulyx eurycles a été décrite par l'entomologiste allemand Gottlieb August Wilhelm Herrich-Schäffer, en 1854, sous le nom initial d’Ambulyx eurycles[2].
- La localité type est le Surinam.

### Synonymie
- Ambulyx eurycles Herrich-Schäffer, 1854 Protonyme
- Protambulyx xanthus Rothschild & Jordan, 1906
- Protambulyx fasciatus Gehlen, 1928
- Protambulyx rydbergi Gehlen, 1933
- Protambulyx xanthus australis Clark, 1937